# Mocubela (distrito)
Mocubela é um distrito da província da Zambézia, em Moçambique, com sede na povoação de Mocubela. Foi criado em 2013, com a elevação a distrito do posto administrativo do Mocubela, mais o posto administrativo de Bajone, que pertenciam ao distrito de Maganja da Costa.
Tem limite, a norte com o distrito de Mulevala, a noroeste e oeste com o distrito de Mocuba, a oeste com o distrito de Maganja da Costa, a sul com o Oceano Índico e a leste com o distrito de Pebane.
Em 2012, o distrito tinha uma população estimada em 114 830 habitantes.

## Divisão administrativa
O distrito está dividido nos posto administrativo de Bajone e Mocubela, composto pelas seguintes localidades:
- Posto Administrativo de Bajone:
  - Missal
  - Nacuda
  - Naico
- Posto Administrativo de Mocubela:
  - Maneia
  - Mocubela
  - Muzo